# Renato Corsi
Renato Corsi (Manhattan, Nueva York; 24 de enero de 1963) es un exfutbolista estadounidense que jugó en Argentina. Fue el primer estadounidense en jugar en la Primera División de Argentina.
Corsi saltó a la fama como parte del Argentinos Juniors de Buenos Aires, equipo de la década de 1980 que ganó en los Torneos Metropolitano 1984 y Nacional 1985; la Copa Libertadores 1985 y la Copa Interamericana 1986. Además, disputó la final de la Copa Intercontinental 1985 contra la Juventus de Italia.

## Biografía
Debutó en Argentinos Juniors en 1984, siendo el único debutante en la gran campaña del Bicho en el torneo de Primera División que lo coronó campeón a fin de año. También formó parte del plantel en los siguientes títulos de Argentinos, Nacional y la Copa Libertadores 1985. En esa Copa jugó el partido final como titular ante América de Cali (tercer partido, en campo neutral). El resultado final fue 1-1; luego Argentinos se quedó con el torneo internacional al imponerse por 5-4 en los penales.
Corsi participó en el encuentro por la Copa Intercontinental ante la Juventus de Italia. Entró en el ST por Commisso.
En 1988 fue cedido junto con Armando Dely Valdés y Julián Infantino, a Instituto de Córdoba como parte de pago del pase de Oscar Dertycia. En La Gloria cordobesa jugó dos temporadas.
Más adelante en su carrera, Corsi jugó para varios otros clubes en Argentina, Club Deportivo Armenio, Club Atlético Atlanta y Deportivo Morón.
En 1994, Corsi regresó a su país de nacimiento donde jugó para los Fort Lauderdale Strikers.
Después de retirarse como futbolista, Corsi se convirtió en agente de fútbol.

## Clubes
| Club                     | País           | Año       |
| ------------------------ | -------------- | --------- |
| Argentinos Juniors       | Argentina      | 1984-1988 |
| Instituto                | Argentina      | 1988-1990 |
| Atlanta                  | Argentina      | 1990-1991 |
| Sportivo Italiano        | Argentina      | 1991-1992 |
| Deportivo Morón          | Argentina      | 1992-1993 |
| Douglas Haig             | Argentina      | 1993-1994 |
| All Boys                 | Argentina      | 1995-1996 |
| Fort Lauderdale Strikers | Estados Unidos | 1996-1998 |

## Palmarés

### Torneos nacionales
| Título           | Club               | País      | Año    |
| ---------------- | ------------------ | --------- | ------ |
| Primera División | Argentinos Juniors | Argentina | M-1984 |
| Primera División | Argentinos Juniors | Argentina | N-1985 |

### Torneos internacionales
| Título              | Equipo             | Sede          | Año  |
| ------------------- | ------------------ | ------------- | ---- |
| Copa Libertadores   | Argentinos Juniors | Asunción      | 1985 |
| Copa Interamericana | Argentinos Juniors | Puerto España | 1986 |